# Episodi di Organizzazione U.N.C.L.E. (quarta stagione)
La quarta stagione della serie televisiva Organizzazione U.N.C.L.E. è stata trasmessa in anteprima negli Stati Uniti d'America dalla NBC tra l'11 settembre 1967 e il 15 gennaio 1968.
| nº | Titolo originale                                   | Titolo italiano | Prima TV USA      | Prima TV Italia |
| -- | -------------------------------------------------- | --------------- | ----------------- | --------------- |
| 1  | The Summit-Five Affair                             |                 | 11 settembre 1967 |                 |
| 2  | The Test Tube Killer Affair                        |                 | 18 settembre 1967 |                 |
| 3  | The 'J' for Judas Affair                           |                 | 25 settembre 1967 |                 |
| 4  | The Prince of Darkness Affair (Part 1 e 2)         |                 | 2 ottobre 1967    |                 |
| 5  | The Prince of Darkness Affair (Part 1 e 2)         |                 | 9 ottobre 1967    |                 |
| 6  | The Master's Touch Affair                          |                 | 16 ottobre 1967   |                 |
| 7  | The THRUSH Roulette Affair                         |                 | 23 ottobre 1967   |                 |
| 8  | The Deadly Quest Affair                            |                 | 30 ottobre 1967   |                 |
| 9  | The Fiery Angel Affair                             |                 | 6 novembre 1967   |                 |
| 10 | The Survival School Affair                         |                 | 20 novembre 1967  |                 |
| 11 | The Gurnius Affair                                 |                 | 27 novembre 1967  |                 |
| 12 | The Man from THRUSH Affair                         |                 | 4 dicembre 1967   |                 |
| 13 | The Maze Affair                                    |                 | 18 dicembre 1967  |                 |
| 14 | The Deep Six Affair                                |                 | 25 dicembre 1967  |                 |
| 15 | The Seven Wonders of the World Affair (Part 1 e 2) |                 | 8 gennaio 1968    |                 |
| 16 | The Seven Wonders of the World Affair (Part 1 e 2) |                 | 15 gennaio 1968   |                 |